# Paul Pelleray
Paul Pelleray, né le 12 juillet 1895 à Condeau (Orne) et mort le 12 mai 1980 à Condé-sur-Huisne (Orne), est un homme politique français.

## Biographie
Issu d'une famille d'agriculteur, Paul Pelleray est lui-même éleveur à Condé-sur-Huisne, petite commune dont il est élu maire en 1937, fonction qu'il retrouve en 1952.
Impliqué dans le syndicalisme agricole, il prend en 1951 la tête de la liste du RPF pour l'élection législative dans l'Orne. Réunissant de nombreux notables locaux, dont le sénateur Pierre Couinaud ou le président du conseil général Gaston Meillon, sa liste obtient 38,4 % des voix, et obtient deux sièges.
À l'Assemblée, il siège au sein de la commission des l'agriculture et se fait le porte-parole des intérêts des agriculteurs. Il dénonce notamment ce qu'il estime être l'abandon par l'État du monde agricole, et défend une politique protectionniste en la matière.
Membre du groupe gaulliste, il s'en détache cependant en mars 1952 en votant l'investiture d'Antoine Pinay, et rejoint le groupe de l'Action républicaine et sociale.
S'étant nettement rapproché du CNI, il mène la liste de ce parti aux élections de 1956, où il obtient 26,2 % des voix ce qui permet, du fait de l'apparentement avec la liste de droite de Philippe Monin et celle du MRP, d'obtenir deux sièges.
S'intéressant toujours exclusivement aux questions agricoles, il défend des positions conservatrice, s'opposant ainsi à l'investiture de Guy Mollet, et en février 1958, vote même avec les députés poujadistes une motion de procédure présentée par Jean-Louis Tixier-Vignancourt.
En 1958, il apporte son soutien au retour de Charles de Gaulle au pouvoir.
Candidat aux législatives de novembre dans la deuxième circonscription de l'Orne, il n'arrive qu'en deuxième position, et se désiste en faveur du candidat gaulliste Roland Boudet, qui est élu.
Comme un certain nombre de battus des législatives, il se tourne vers le Sénat, où il est élu en avril 1959, avec  67,7 % des voix. Il est réélu en 1965.
À la Haute Assemblée, il défend des positions conservatrices et agrariennes, souvent anti-fiscalistes. Il soutient globalement la politique gouvernementale, mais s'oppose à la réforme constitutionnelle soumise à referendum en 1969.
À partir de 1971, cependant, son état de santé le conduit à réduire son activité parlementaire et il ne se représente pas aux élections de 1974. Il achève un dernier mandat de conseiller municipal en 1977.

## Détail des fonctions et des mandats
Mandat parlementaire
- 26 avril 1959 - 26 septembre 1965 : Sénateur de l'Orne